# Tetragnatha mohihi
Tetragnatha mohihi là một loài nhện trong họ Tetragnathidae.
Loài này thuộc chi Tetragnatha. Tetragnatha mohihi được miêu tả năm 1992 bởi Gillespie.